# Илфелд (Тирингија)
Илфелд (њем. Ilfeld) општина је у њемачкој савезној држави Тирингија. Једно је од 32 општинска средишта округа Нордхаузен. Према процјени из 2010. у општини је живјело 3.053 становника. Посједује регионалну шифру (AGS) 16062022.

## Географски и демографски подаци
Илфелд се налази у савезној држави Тирингија у округу Нордхаузен. Општина се налази на надморској висини од 240–332 метра. Површина општине износи 62,3 km². У самом мјесту је, према процјени из 2010. године, живјело 3.053 становника. Просјечна густина становништва износи 49 становника/km².

## Међународна сарадња
| Мјесто          | Држава               | Врста сарадње | Од    |
| --------------- | -------------------- | ------------- | ----- |
| Отери Сент Мери | Уједињено Краљевство | партнерство   | 2005. |
| Извор           |                      |               |       |